# Comostolopsis phylarcha
Comostolopsis phylarcha är en fjärilsart som beskrevs av Louis Beethoven Prout 1920. Comostolopsis phylarcha ingår i släktet Comostolopsis och familjen mätare. Inga underarter finns listade i Catalogue of Life.